# International IDEA
Междунаро́дный институ́т демокра́тии и соде́йствия вы́борам (МИДСВ, англ. International IDEA) — созданная в 1995 году межправительственная организация, государства-члены которой представляют все континенты.
Цель IDEA — помогать совершенствованию моделей основных демократических институтов и процессов путём совершенствования знаний и понимания проблем, обусловливающих демократический прогресс. Институт сводит людей, занимающихся анализом и мониторингом демократических тенденций, с теми, кто непосредственно вовлечён в политические реформы или содействует демократии в своих странах и за рубежом. IDEA работает как с новыми демократическими странами, так и со странами, где демократия прочно утвердилась, помогая развитию демократических институтов и демократической культуре. IDEA осуществляет свою деятельность на международном, региональном и национальном уровнях, работая в сотрудничестве с рядом институтов.

## Цели МИДСВ
- Помогать странам создавать условия для развития и укрепления демократических институтов.
- Обеспечить возможность дискуссий и свободного диалога между учёными и лицами, принимающими политические решения, активистами и профессионалами в вопросах демократии во всем мире.
- Синтезировать практический опыт и исследовательскую работу, разрабатывать практические инструменты для поддержки развития демократических процессов.
- Содействовать прозрачности, подотчетности и эффективности в организации выборов.
- Содействовать процессам оценки, мониторинга и развития демократии в самих странах, осуществляемых местными гражданами.

## Сферы текущей деятельности IDEA включают
- Становление демократии и управление конфликтами Развитие процесса для достижения консенсуса, установка приоритетов, разработка политических институтов и конституций, создание возможности для диалога и содействие примирению и партисипативной демократии.
- Укрепление избирательных процессов. Приспособление избирательных систем, повышение уровня доступа к выборам и явки избирателей, обеспечение профессионального управления и независимости, а также создание общественного доверия.
- Развитие политических партий как основных деятелей демократии. Рассмотрение внешних постановлений и регламентов, государственное субсидирование, внутренняя демократия и управление, отношение с гражданскими организациями и широкой публикой.
- Политическое равенство и участие, особенно в недостаточно представленных сегментах общества (включение женщин в политику). Определение способов создания обязательств к инклюзивной (включающей) политике и обеспечение опыта путём применения специальных мер, как например гендерные квоты.

IDEA применяет сравнительный опыт, анализ и обширный диалог с профессионалами, чтобы идентифицировать примеры хорошей практики и развить инструменты, а также руководящие принципы, которые могут использоваться в поддержку демократии. IDEA имеет увеличивающийся веб-сайт, где бесплатно доступны материалы, включая наборы данных и
регулярные публикации. IDEA также создает сети экспертов, выпускает учебные материалы и предлагает стратегические советы по проблемам, связанным со своей программой работы. IDEA сотрудничал с членами международного сообщества содействия демократии, так же, как с местными заинтересованными сторонами в Африке, Азии, и Латинской Америке, а в последнее время, в Арабском мире и на Южном Кавказе.

## Членство
Членами IDEA могут быть как государства, так и межправительственные организации. На сегодняшний день в IDEA входит 21 государство-член: Австралия, Барбадос, Бельгия, Ботсвана, Канада, Чили, Коста-Рика, Дания, Финляндия, Германия, Индия, Кабо-Верде, Маврикий, Мексика, Намибия, Нидерланды, Норвегия, Португалия, Южная Африка, Испания, Швеция и Уругвай. Готовится вступить в организацию Швейцария, а Япония получила статус наблюдателя. Кроме того, ассоциированными членами IDEA могут стать международные неправительственные организации. В настоящее время IDEA имеет четыре ассоциированных члена: Международный институт прессы (англ. the International Press Institute), Парламентарии за глобальные действия (англ. Parliamentarians for Global Action), Transparency International и Межамериканский институт прав человека (англ. the Inter-American Institute for Human Rights).

## Партнерство
Члены и ассоциированные члены — это важные партнеры IDEA. Институт также работает с межправительственными организациями, такими как Африканский Союз (AU), Организация американских государств (ОАГ), Организация безопасности и сотрудничества в Европе (ОБСЕ) и ООН, а также с агентствами по развитию и банками, как Программа развития Организации Объединенных Наций (ПРООН), Международный банк и Межамериканский банк по развитию, как и со многими двусторонними агентствами по развитию — с парламентскими и профессиональными организациями, с широким кругом неправительственных, а также академических сетей на национальном и международном уровнях. IDEA сотрудничает со многими национальными учреждениями, включая органы управления выборами по всему земному шару. Кроме того, 9 декабря 2003 года IDEA был предоставлен статус наблюдателя в ООН, что означает доступ ко множеству политических форумов, где обсуждаются проблемы демократии.

## Организация
Международный штат сотрудников IDEA размещен в Швеции, в Стокгольме, а также в других странах. Им руководит Генеральный Секретарь. Штат ответственен перед Правлением, которое разрабатывает концепции, подтверждает план работ и бюджет Института. Члены правления работают на общественных началах. В настоящее время Правление председательствует госпожа Лена Хйелм-Валлен, бывший заместитель премьер-министра и бывший министр иностранных дел Швеции. Члены Правления и его Председатель назначаются Советом, в состав которого входят государства-члены и ассоциированные члены IDEA. Совет, возглавляемый в настоящее время Голландией, совместно с Канадой и Чили, действующими как вице-президенты, определяет общие направления работы IDEA и принимает новых членов. IDEA финансируется за счет взносов государств-членов, а также за счет дополнительного финансирования из других источников.